# Nassaustraat (Aruba)
Nassaustraat – miejscowość (plaats) i strefa (zone) w regionie Oranjestad-Oost w środkowo-zachodniej części kraju autonomicznego Aruba, należącego do Holandii, w Ameryce Południowej. 1 stycznia 2020 r. liczyła 469 mieszkańców. jest najmniejszą strefą w regionie.

## Podział administracyjny
W skład strefy wchodzi jedna miejscowość
- Nassaustraat

## Demografia
Strefa liczy 469 mieszkańców (1 stycznia 2020).
| Kobiety | Mężczyźni |
| ------- | --------- |
| 213     | 256       |